# Lidhultasjö
Lidhultasjö är en sjö i Markaryds kommun i Småland och ingår i Lagans huvudavrinningsområde. Sjön har en area på 0,124 kvadratkilometer och ligger 170 meter över havet.

## Delavrinningsområde
Lidhultasjö ingår i det delavrinningsområde (627365-137298) som SMHI kallar för Nedlagd mätstation. Medelhöjden är 152 meter över havet och ytan är 53,2 kvadratkilometer. Räknas de 263 avrinningsområdena uppströms in blir den ackumulerade arean 5 211,86 kvadratkilometer. Avrinningsområdets utflöde Lagan (Härån) mynnar i havet. Avrinningsområdet består mestadels av skog (49 procent) och sankmarker (28 procent). Avrinningsområdet har 0,28 kvadratkilometer vattenytor vilket ger det en sjöprocent på 0,5 procent. Bebyggelsen i området täcker en yta av 3,77 kvadratkilometer eller 7 procent av avrinningsområdet.